# Рохлин, Евгений Львович
Евгений Львович Рохлин (23 сентября 1912 года — 5 февраля 1995 года) — композитор, аранжировщик, пианист и дирижёр оркестров и ансамблей эстрадной музыки, был известен и популярен в СССР в 1940—1980-е годы.

## Биография
Родился в Харькове, более полувека жил и работал в Москве, последние несколько лет прожил в Израиле.
Евгений Рохлин был непревзойдённым аранжировщиком. Он был широко известен в профессиональных кругах Москвы и России, его песенку «Мы с тобой случайно в жизни встретились» знала вся страна.
Имя Евгения Рохлина называют историки советского джаза — в числе тех, кто в 1940—1950 развивал это музыкальное направление.
Е. Л. Рохлин был аккомпаниатором Изабеллы Юрьевой, она исполняла несколько его песен. Особой популярностью пользовалась песня на его музыку «Когда падают листья» (стихи Павла Бернадского).

Евгений Рохлин (аккордеон) и Изабелла Юрьева

Записи песен в исполнении Изабеллы Юрьевой с участием Евгения Рохлина собраны в диск «Старинные романсы и песни».
В 1960-е годы в Москве широко исполнялся танец «Летка-енка» в его оркестровке.
Его произведения и оркестровки звучали по всей стране — на танцплощадках, по радио и телевидению, и до сих пор его музыка сопровождает номера Московского цирка.
Самая знаменитая его песня — на стихи Е.Финка «Мы с тобой случайно в жизни встретились» — входила в репертуар Майи Кристалинской.
В 1974 году на Всесоюзном телевидении прозвучала «Фантазия» Евгения Рохлина на тему песен-лауреатов телевизионных фестивалей: «Песня-1973» и «Песня-1974» в исполнении оркестра Всесоюзного радио и телевидения, а также ВИА «Самоцветы» и певцов И. Кобзона, С.Ротару, Ю. Богатикова, В. Вуячича, Г. Белова.
На фирме «Мелодия» в 1969 году вышел миньон с его произведениями и в 1985 году появился виниловый диск в сопровождении ансамбля Е. Л. Рохлина и в его аранжировках. В том же году вышел альбом Майи Кристалинской — с названием «Мы с тобой случайно в жизни встретились» в сопровождении ансамбля «Мелодия».
Композитор Е. Л. Рохлин мальчишкой выучился сам играть на рояле. В доме фортепиано не было, семья жила очень бедно. Мальчик лет с десяти по ночам занимался сам в запертом клубе, повторяя на рояле всё то, что услышал днём, наблюдая со стороны за работой музыкальных кружков.
Кроме фортепиано, он превосходно играл на аккордеоне.
С 14 лет уже работал — играл на свадьбах, подрабатывал тапёром в кинотеатрах. Он не заканчивал музыкальной школы — его сразу приняли в харьковское музыкальное училище.
Обладая уникальным гармоническим слухом, подбирал по слуху, овладел основами теории музыки и фортепианной техники а также джазовой импровизации.
По записям грампластинок записывал нотами сложнейшие композиции, восстанавливал оригинальное звучание и делал переложения для оркестра из 60 инструментов и для других составов.
В Харькове, ещё в музыкальном училище, он создал свой первый коллектив, который играл его аранжировки и самостоятельные произведения.
Потом перебрался в Москву, в которой прожил много лет, оркестровывал большой массив композиторов-мелодистов.
В годы Великой Отечественной войны Е. Л. Рохлин руководил оркестром Акробатического ансамбля Центрального Дома культуры железнодорожников, выступал перед солдатами в составе артистических бригад.
Работал музыкальным руководителем оркестра Дм. Покрасса, был членом Музфонда.
Работал с певицей Ириной Бржевской, с Валентиной Толкуновой, с оркестром Силантьева, руководил ансамблями и оркестрами разных составов, сочинял музыку для Московского еврейского театра-студии (правопреемником которого стал театр «Шалом») — спектакли на идиш «Заколдованный портной» и «Гершеле Острополер»
Писали, что музыка, воссозданная Евгением Рохлиным для спектакля «Заколдованный портной» была такова, что публика подпевала его сочинениям так же, как народным песням.
С 1966-го по 1967-й год «Спортивный марш» Е. Л. Рохлина ежедневно исполнялся по Всесоюзному радио в 11 утра — перед «производственной гимнастикой».
Работал он и над опереттами — переписал и оркестровал одну из оперетт Милютина, писал вместе с композитором Жарковским («Режиссёр в музыкальном театре» Анcимов).
Он сочинял музыку и для аккордеона, видел большое будущее для этого инструмента — в составе эстрадного оркестра — что подтвердило время.
Его пьеса «Веретено» входит в репертуар музыкальных школ и концертирующих музыкантов. «Молдавскую рапсодию» часто исполняют коллективы разных составов.

Работал заведующим музыкальной частью театра им. К. С. Станиславского и написал к нескольким спектаклям свою музыку.
Написал оперетту «Два дня весны» по произведениям Дунаевского, сценарий — Я. Костюковский и М. Слободский.
С 1990 года Е. Л. Рохлин жил в Израиле, в Мигдаль-ха-Эмек. Продолжал сочинять, играть и дирижировать, написал партитуру для детского оркестра.
За последние пять лет написал 15 песен на стихи Семёна Меркина, гимн Мигдаль-ха-Эмека в дар городу (на стихи Дана Мирошенского), посвящение Яну Френкелю и многое другое.
Записал клавир — тетрадь фортепианных пьес в подарок ученикам музыкальной студии Мигдаль-ха-Эмека.
Его не стало 5 февраля 1995 года.
В его семье музыкальную традицию продолжила внучка, Ариэла Марина Меламед — поэт, бард, композитор.
В 2013 году, в Иерусалиме она исполнила в новой, джазовой аранжировке «Мы с тобой случайно в жизни встретились» (за роялем — Марина Левински)
.

## Партитуры
- Молдавская рапсодия[13]
- Веретено[14]
- Спортивный марш[15]